# “派大星”背板海星
“派大星”背板海星（学名：Astrolirus patricki）是生活在太平洋西北部深海地带的一种海星，属项链海星科背板海星属。

## 形态特征
“派大星”背板海星中心体盘较小，具有7只细长的腕。

## 发现命名
“派大星”背板海星采集自西北太平洋海山1400～2100米水深处，2020年由中国科研团队的张睿妍、周亚东、肖宁、王春生共同发表。种名“派大星”是命名人张睿妍取自动画片《海绵宝宝》里的角色，因为本海星与深海海绵共生。本种入选世界海洋物种目录2020年度“十大海洋新物种”名单。